# Carbonin
Schluderbach (olaszul: Carbonin), részközség (localitá) az észak-olaszországi Dolomitokban, Dél-Tirol (Trentino-Alto Adige) autonóm régióban, Bolzano megyében, az SS 51 és SS 48bis sz. főútvonalak elágazásánál, a Höhlenstein-völgyben (Höhlensteintal / Valle di Landro), a Cristallo-hegység és a Monte Piana tömbjétől közrefogva. Toblach (Dobbiaco) község része. Alapvetően idegenfogalmi központ, hegymászó és sítúrák kiindulási pontja, kevés állandó lakossal.
Nem tévesztendő össze Alt-Schluderbach (Carbonin Vecchia) részközséggel, amely távolabb, a Puster-völgyben (Valle Pusteria) fekszik, Niederdorf (Villabassa) közelében, ma ez is Toblach községhez tartozik.

## Fekvése

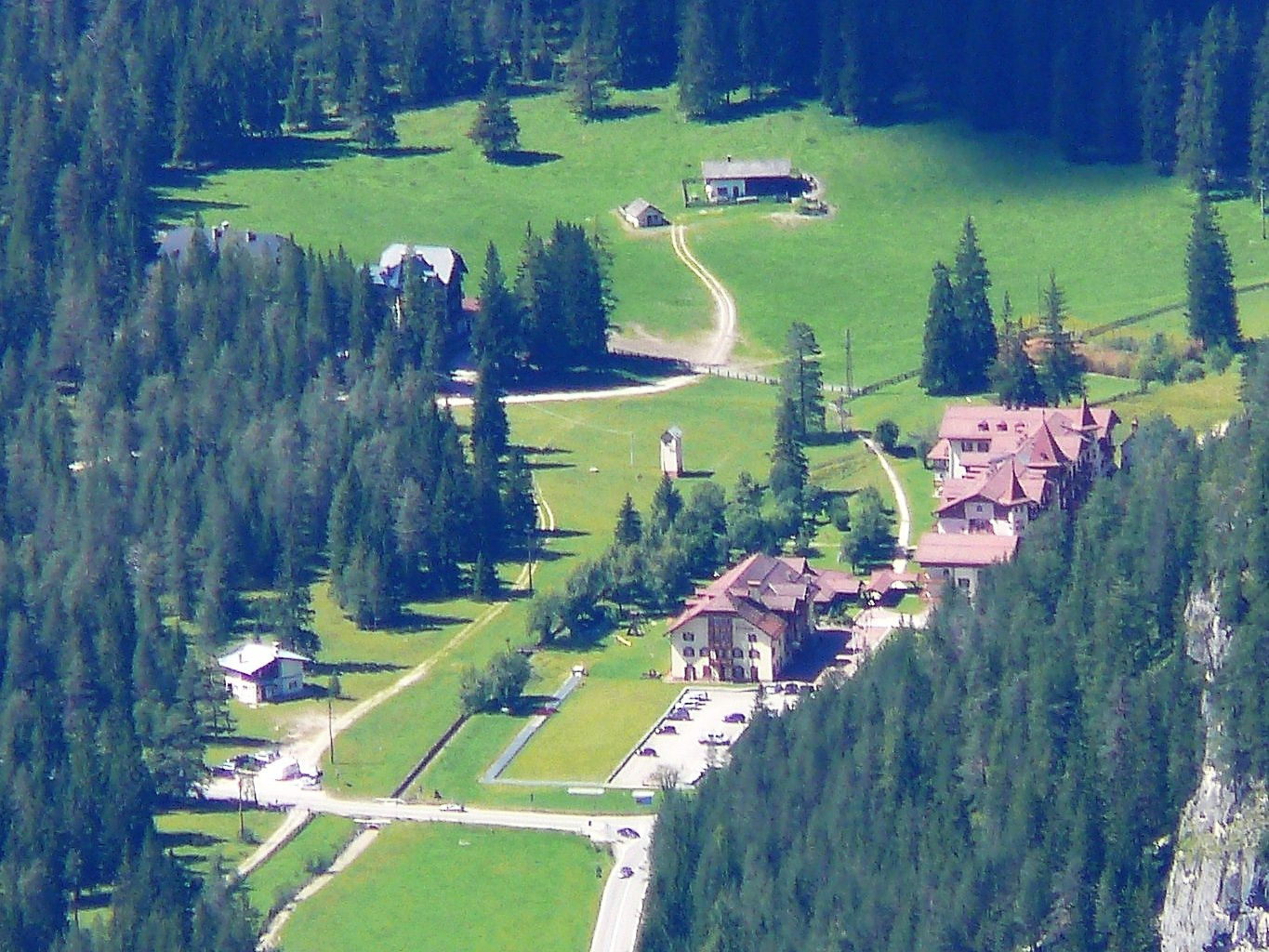
Schluderbach látképe északról, a Rautkofelről

Schluderbach (Carbonin) Höhlenstein-völgyben (Landro-völgy, Valle di Landro), 1438 m tengerszint fölötti magasságban, három hegycsoport találkozásánál.
A hármas völgy nyugati oldalát a Prags-i Dolomitok (Dolomiti di Braies), keleti oldalát a Sexteni Dolomitokhoz (Dolomiti di Sesto) tartozó Monte Piana képezi. A völgyet délről az Ampezzói-Dolomitokhoz sorolt hatalmas Cristallo-hegycsoport zárja le.
Schluderbachtól kb 1,5 km-re északra található a Dürren-tó (Dürrensee / Lago di Landro), és a Rienz-völgy betorkollása a Höhlenstein-völgybe, a Drei Zinnen csoport felé induló túrázók egyik kedvelt kiindulási pontja.

## Történelme
A hely német nevének első írott említései: 1318-ban Sluderpache és 1430-ban Sluderpach, amely gyors sodrású, kavargó patakot jelent.
A 19. század elején a mai Schluderbach helyén fakereskedelmi központ alakult ki. Auronzo di Cadore környékéről olasz szénégetők jöttek ide dolgozni. A szénégetőkről (németül Köhler, olaszul Carbonin) „Beim Köhler”-nek (Al Carbonin-nak) kezdték nevezni. A hely olasz neve innen ered.
A 19. század közepén egy Hans Ploner nevű gazdálkodó, aki a puster-völgyi Niederdorf melletti fekvő Alt-Schluderbachból származott, megépítette a „Beim Schluderbacher”, azaz a schluderbachi emberhez címzett vendégfogadót, ennek nyomán magát a helyet is így kezdték nevezni. Hans Ploner fia, Georg, akit csak „der Alte Schluderbacher”-nek neveztek, a század második felében nagy szállodát épített itt, amely a Dolomitok felfedezésére irányuló hegyi turizmus egyik központjává vált. (Van, aki úgy tartja, a Höhlenstein-völgyi Schluderbach a Ploner-család eredeti lakóhelyéről, a puster-völgyi Alt-Schluderbachról nyerte a nevét).

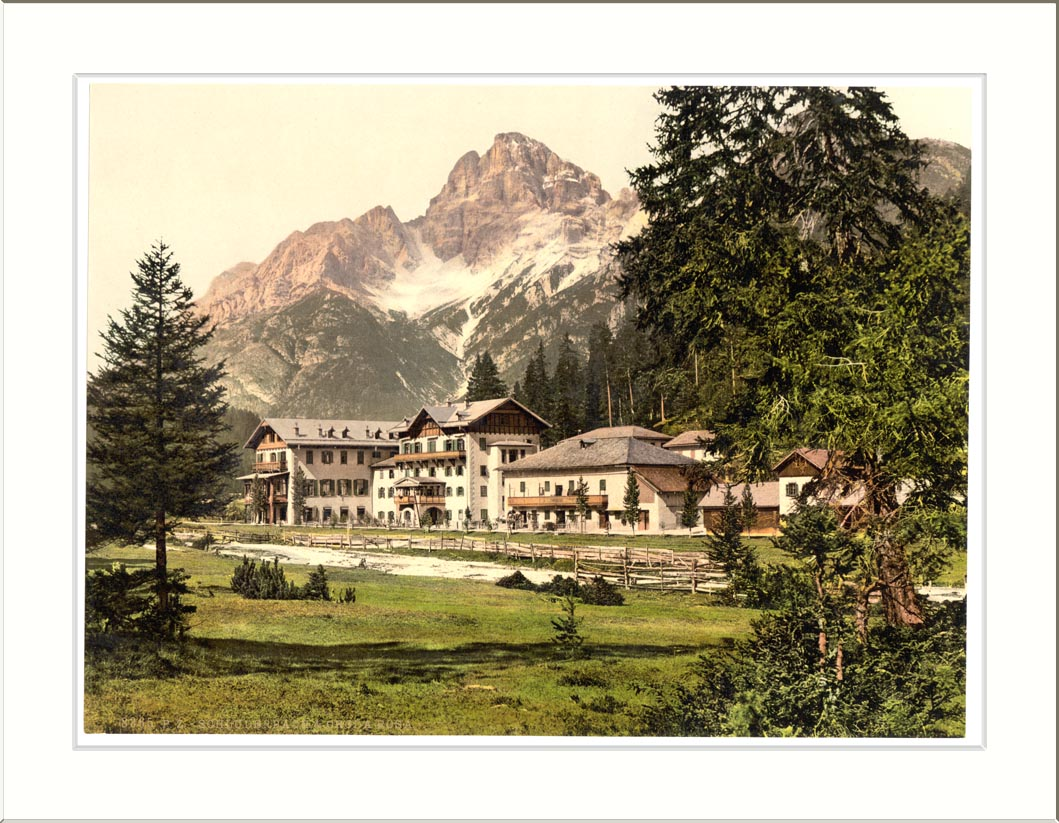
Régi képeslap: Schluderbach keletről, háttérben a Hohe Gaisl (Croda Rossa d’Ampezzo).

1872-ben Ploner felfogadta vendégei számára a híres tiroli hegyivezető család, az Innerkoflerek két tagját, Hansot és Michaelt. A kor más híres alpinistái, köztük Santo Siorpaes is, vezettek innen jelentős felfedező túrákat. A nevezetes hegyivezetők híre gazdag vendégeket vonzott a Ploner szállodába. A Drei Zinnen csúcsainak meghódítására indított túrák elsősorban Schluderbachból indultak el. 1874-ben Georg Ploner leánya, Anna volt az első nő, aki feljutott a Drei Zinnen főcsúcsára, a Große Zinnére. Maga Georg Ploner is sikeres alpinista volt, 1879-ben ő mászta meg elsőként a főcsúcs nyugati szomszédját, a Westliche Zinnét.
Schluderbachtól néhány száz méternyire délre húzódott a történelmi (18. századi) államhatár a Habsburg Birodalom és a Velencei Köztársaság között. (Az első világháború előtt az aktuális államhatár (1866 óta) az Osztrák–Magyar Monarchia és az Olasz Királyság között Cortina d’Ampezzótól délre, a mai Veneto régió területén, a Sorapiss–Becco di Mezzodì hegyek és a Giau-hágó vonalán húzódott.) 1915 májusában Olaszország a Dolomitokon keresztül is offenzívát indított. Az osztrák hadvezetés Cortina d’Ampezzót védhetetlennek ítélte, a védelmet a hegyekbe vonták vissza, a Cristallo és a Drei Zinnen körzete frontvonallá alakult, a harcok során a front többször áthelyeződött. 1917 végén, a caporettói áttörés után az olaszok az egész Dolomit-frontról visszavonultak, az 1918-as osztrák-magyar összeomlás után viszont az egész vidék, a Puster-völgy nyugati szakaszával együtt az Olasz Királyság hatalmába került.

## Közlekedése
Ide érkezik észak felől a Höhlenstein-völgyön át futó, nagy forgalmú SS 51 főút, a történelmi „Németországba vezető országút” (strada di Alemagna), amely a Bolzano megyei Toblachot köti össze a Belluno megyében fekvő Cortina d’Ampezzóval. A völgyben a legközelebbi lakott hely a kicsiny Höhlenstein (olasz nevén Landro), amely Schluderbachtól kb. 3 km-re északra található.
A délnek tartó SS 51 főút, Schluderbach előtt kétfelé ágazik. Maga az SS 51 délnyugatnak halad tovább az 1530 m magasan fekvő Im Gemärk hágón (olasz neve (Passo Cimabanche), ladin neve Sorabances) keresztül a Boite patak völgyébe, Cortina d’Ampezzo felé, nyugat felől megkerülve a Cristallo-hegycsoportot. Az itt kiágazó SS 48bis főútvonal délkelet felé indul a Popena-völgyben a Misurina-tó felé. Ez az út kelet felől kerüli a Monte Cristallót, és az 1809 m magas Tre Croci-hágónál becsatlakozik a nyugat-kelet irányú SS 48 számú főútvonalba (amely Cortinában találkozik ismét az észak-déli irányú SS 51 főúttal).

## Az egykori Dolomit-vasút állomása

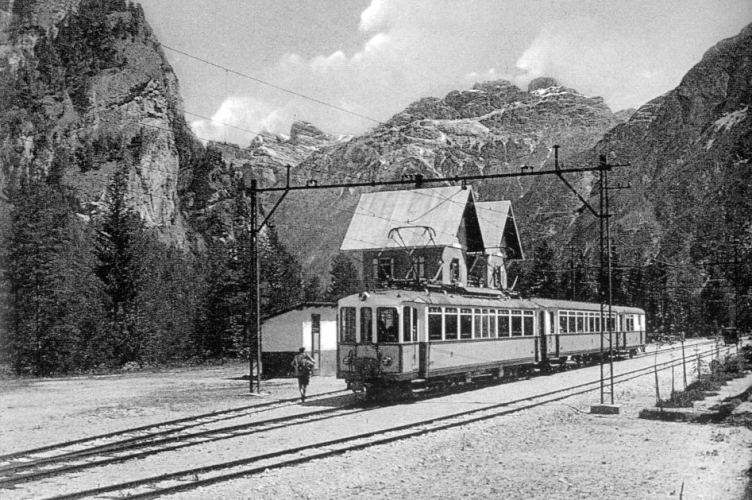
A Dolomit-vasút schluderbachi megállója (1930-as évek)

Az ampezzói frontszakasz ellátására az osztrákok Toblach és Cortina d’Ampezzo között katonai vasútvonalat építettek ki. A Dolomit-vasút (Dolomitenbahn) egyik állomása Schluderbachnál volt. Az 1917-es caporettói áttörés után az osztrákok a vonalat a bellunói frontszakaszig tovább építették. Az 1918-as összeomlás után az egész Dolomitok Olaszországhoz került, a történelmi Habsburg–velencei határ helyén ma Dél-Tirol (Bolzano megye) és Belluno megye határvonala húzódik. A két világháború között a vonalat az olaszok civil vasútvonalként üzemeltették, 1962-ben a vasútüzemet leállították, a vonalat felszámolták.
Schluderbachban ma már csak néhány lakóház található, alapvetően egy szállodákból és üdülőházakból álló csoport (Villaggio Ploner) alkotja. A régi Dolomit-vasút nyomvonalát sífutó pályává építették át, telente itt rendezik a Dobbiaco-Cortina futamot, nyaranta bicikliútként szolgál (ciclabile delle Dolomiti). A vidéken áthalad a 3. sz. magashegyi túraútvonal (Höhenweg No.3.) amely a puster-völgyi Niederdorftól a Piave völgyében fekvő Longaronéig vezet.